# Rafael Ávalos
Rafael Ávalos (1926 – 1993. április 15.) mexikói válogatott labdarúgó, középpályás.

## Pályafutása
Életéről és pályafutásáról kevés információ áll rendelkezésünkre.
1926-ban született, és klubkarrierje során játszott az Atlantéban. Az Atlantéval 1951-ben és egy évvel később is bajnoki címet ünnepelhetett, 1952-ben a szuperkupát is elhódította a klubbal.
A mexikói válogatottal részt vett az 1954-es vb-n. A nemzeti csapatban hat meccse van, melyeken egy gólt szerzett.